# Пелан, Сантьяго
Сантьяго Пелан (исп. Santiago Phelan, родился 31 марта 1974 года в Сан-Исидро) — аргентинский регбист, выступавший на позиции фланкера, тренер сборной Аргентины по регби в 2008—2013 годах (работал в паре с Фабианом Турнесом).

## Биография

### Игровая карьера
Родился в Сан-Исидро в семье ирландского происхождения (выходцы из Уотерфорда). Всю свою игровую карьеру Пелан провёл в составе клуба «КАСИ», в его составе в 1995 году выиграл Торнео де ла УРБА и Насьональ де Клубес. В составе сборной Аргентины сыграл 45 матчей, дебютировав 27 сентября 1997 года в Монтевидео в матче против Уругвая (победа 56:17): в том матче он вышел на позиции восьмого, но в дальнейшем выступал на позиции левого фланкера. За 45 игр набрал всего 5 очков благодаря попытке (1 мая 2002 года против Парагвая). С командой Аргентины выступал на чемпионатах мира 1999 и 2003 годов. Из-за травмы закончил выступления в 2003 году, проведя последний матч 22 октября на чемпионате мира в Сиднее против Румынии (победа 50:3).
В 1994—2001 годах играл за сборную Аргентины по регби-7, выступив на домашнем чемпионате мира в 2001 году в Мар-дель-Плата (полуфинал), а в 2001 году также играл за вторую сборную Аргентины.

### Тренерская карьера
После завершения игровой карьеры Пелан работал тренером молодёжной сборной Аргентины в 2001—2004 годах и тренером клуба «КАСИ» в 2003—2007 годах. 13 марта 2008 года он сменил Марсело Лоффреду на посту главного тренера сборной Аргентины. Работа Пелана на посту тренера аргентинской сборной не ознаменовалась серьёзными успехами: команда не выиграла ни одну серию тестовых матчей, хотя одерживала отдельные победы. Так, в 2009 году гостях была обыграна Шотландия со счётом 9:6, а в 2012 году — Уэльс со счётом 26:12, причём Уэльс был действовавшим обладателем Кубка шести наций. В 2011 году команда Аргентины вышла в четвертьфинал чемпионата мира в Новой Зеландии, проиграв там хозяевам 10:33.
В 2012 году Аргентина дебютировала в Чемпионате регби, сыграв со сборной ЮАР вничью 16:16 дома, однако это был единственный успех: команда набрала 4 очка (в том числе два бонусных за минимальные поражения) и не одержала ни одной победы. В 2013 году на втором таком первенстве аргентинцы проиграли все шесть матчей, в том числе потерпев крупнейшее от ЮАР поражение со счётом 13:73, а в ответной встрече из-за фолов заработали против себя пять штрафных и тем самым упустили не только победу, но и даже ничью (поражение 17:22). Против Австралии в Перте аргентинцы были близки к победе, но проиграли 13:14, а дома в Росарио были наголову разбиты 17:54 (прежде дома они не проигрывали Австралии с таким крупным счётом). 21 октября 2013 года Пелан после пяти с половиной лет работы и шести поражений в шести матчах чемпионата регби 2013 ушёл в отставку, а его преемником стал Даниэль Уркад.
Всего под руководством Пелана сборная провела 45 матчей, выиграв 13, сведя вничью один и проиграв 31 встречу. Контракт Пелана с Аргентинским регбийным союзом был аннулирован за год до конца его действия.

## Достижения
Игрок
- Победитель Торнео де ла УРБА: 1995
- Победитель Насьональ де Клубес: 1995[3]
- Победитель чемпионата Насьональ де Клубес по регби-7: 1998[3]
- Чемпион Аргентины по регби-7 в Примере: 1995, 1999[3]
- Бронзовый призёр чемпионата мира по регби-7: 2001
- Победитель Кампеонато Архентино: 1998/1999, 2000[3]

Тренер
- Победитель Торнео де ла УРБА: 2005